# Fredericella browni
Fredericella browni är en mossdjursart som beskrevs av Rogick 1945. Fredericella browni ingår i släktet Fredericella och familjen Fredericellidae. Inga underarter finns listade i Catalogue of Life.